# Why Don't We
Why Don't We (viết tắt WDW) là một ban nhạc pop nam đến từ Mĩ được thành lập vào ngày 27 tháng 9 năm 2016, gồm các thành viên: Jonah Marais Roth Frantzich đến từ Stillwater, Minnesota, Corbyn Matthew Besson đến từ Fairfax, Virginia, Daniel James Seavey đến từ Portland, Oregon, Jack Robert Avery đến từ Susquehanna, Pennsylvania và Zachary Dean Herron đến từ Dallas, Texas. Trước khi ra mắt với tư cách là một nhóm nhạc, các thành viên đều từng tham gia thu âm với tư cách nghệ sĩ solo.

## Sự nghiệp

### 2016 - 2017
Nhóm nhạc Why Don't We được thành lập vào ngày 27 tháng 6 năm 2016. Trong giai đoạn này, nhóm đã phát hành 08 đĩa đơn và 05 đĩa mở rộng.
Why Don't We phát hành đĩa đơn đầu tay Taking You ngày 07 tháng 10 năm 2016, một bài hát thuộc đĩa mở rộng (EP) đầu tay Only the Beginning (được phát hành vào ngày 25 tháng 11 cùng năm); bắt đầu tour diễn đầu tiên Taking You Tour vào năm sau đó; đĩa mở rộng thứ hai Something Different vào ngày 21 tháng 04 năm 2017 và tour diễn thứ hai Something Different Tour; đĩa mở rộng thứ ba Why Don't We Just vào ngày 02 tháng 06 năm 2017.
Tháng 09 năm 2017, Why Don't We kí với hãng thu âm Atlantic Records. Cùng tháng đó, đĩa mở rộng thứ tư Invitation được phát hành. Ngày 23 tháng 11 năm 2017, họ phát hành đĩa mở rộng A Why Don't We Christmas. Why Don't We đã xuất hiện trong nhiều vlog của YouTuber Logan Paul, Logan Paul đã chỉ đạo 03 video âm nhạc cho nhóm, trong đó có một sản phẩm Help Me Help You.

### 2018 - hiện tại
Đầu năm 2018, nhóm bắt đầu tour diễn Invitation Tour; phát hành 04 đĩa đơn và 01 album phòng thu đầu tay 8 Letters; và thực hiện tour diễn 8 Letters Tour nhằm quảng bá album cùng tên xuyên suốt năm 2019. Nhóm phát hành đĩa đơn và video âm nhạc vào mỗi tháng trong năm 2019, bắt đầu với Big Plans vào ngày 18 tháng 01 năm 2019 và kết thúc với Chills vào ngày 31 tháng 12 năm 2019. Ngày 26 tháng 01 năm 2020, Why Don't We thông báo qua kênh Youtube chính thức rằng nhóm tạm dừng hoạt động nhằm tập trung vào việc chuẩn bị cho album phòng thu thứ hai.
Đầu tháng 3 năm 2021, đã hợp tác sự kiện tựa game Roblox.

## Danh sách đĩa nhạc

### Album phòng thu
| Tên                             | Chi tiết                                                                        | Vị trí cao nhất | Vị trí cao nhất | Vị trí cao nhất | Vị trí cao nhất | Vị trí cao nhất | Vị trí cao nhất | Vị trí cao nhất | Vị trí cao nhất | Vị trí cao nhất | Vị trí cao nhất | Doanh số                  |
| Tên                             | Chi tiết                                                                        | US              | AUS             | BEL (FL)        | CAN             | IRE             | NLD             | NOR             | NZ              | SWI             | UK              | Doanh số                  |
| ------------------------------- | ------------------------------------------------------------------------------- | --------------- | --------------- | --------------- | --------------- | --------------- | --------------- | --------------- | --------------- | --------------- | --------------- | ------------------------- |
| 8 Letters                       | - Phát hành: 31 tháng 8 năm 2018 - Hãng thu: Signature - Định dạng: CD, Nhạc số | 9               | 10              | 21              | 15              | 12              | 17              | 38              | —               | 87              | 2               | - US: 37,000 - JPN: 1,107 |
| The Good Times and the Bad Ones | - Phát hành: 15 tháng 1 năm 2021 - Hãng thu: Signature - Định dạng: CD, Nhạc số | 3               | 2               | 18              | 19              | 5               | 16              | —               | 12              | 10              | 5               | US: 38,000                |

### Đĩa EP
| Only the Beginning                                             | - Phát hành: 25 tháng 11 năm 2016 - Hãng thu: Signature - Định dạng: Nhạc số | —   | — | — |
| Something Different                                            | - Phát hành: 21 tháng 4 năm 2017 - Hãng thu: Signature - Định dạng: Nhạc số  | —   | 6 | — |
| Why Don't We Just                                              | - Phát hành: 2 tháng 6 năm 2017 - Hãng thu: Signature - Định dạng: Nhạc số   | —   | 1 | — |
| Invitation                                                     | - Phát hành: 26 tháng 9 năm 2017 - Hãng thu: Signature - Định dạng: Nhạc số  | 113 | 2 | 7 |
| A Why Don't We Christmas                                       | - Phát hành: 23 tháng 11 năm 2017 - Hãng thu: Signature - Định dạng: Nhạc số | —   | — | — |
| Spotify Singles                                                | - Phát hành: 24 tháng 10, 2018 - Hãng thu: Atlantic - Định dạng: Nhạc số     | —   | — | — |
| "—" tức là không xếp hạng hoặc không phát hành tại khu vực đó. |                                                                              |     |   |   |

### Đĩa đơn
| Tên                                             | Năm  | Vị trí cao nhất | Vị trí cao nhất | Vị trí cao nhất | Vị trí cao nhất | Vị trí cao nhất | Vị trí cao nhất | Vị trí cao nhất | Vị trí cao nhất |    | Album                    |
| Tên                                             | Năm  | US Bub.         | US Pop          | AUS             | CAN             | MLY             | NZ Heat.        | SGP             | SWE             | UK | Album                    |
| ----------------------------------------------- | ---- | --------------- | --------------- | --------------- | --------------- | --------------- | --------------- | --------------- | --------------- | -- | ------------------------ |
| "Taking You"                                    | 2016 | —               | —               | —               | —               | —               | —               | —               | —               | —  | Only the Beginning       |
| "Nobody Gotta Know"                             | 2016 | —               | —               | —               | —               | —               | —               | —               | —               | —  | Only the Beginning       |
| "Just to See You Smile"                         | 2016 | —               | —               | —               | —               | —               | —               | —               | —               | —  | Only the Beginning       |
| "On My Way"                                     | 2016 | —               | —               | —               | —               | —               | —               | —               | —               | —  | Only the Beginning       |
| "Perfect"                                       | 2016 | —               | —               | —               | —               | —               | —               | —               | —               | —  | Only the Beginning       |
| "Free"                                          | 2016 | —               | —               | —               | —               | —               | —               | —               | —               | —  | Only the Beginning       |
| "You and Me at Christmas"                       | 2016 | —               | —               | —               | —               | —               | —               | —               | —               | —  | Đĩa đơn                  |
| "Silent Night"                                  | —    | —               | —               | —               | —               | —               | —               | —               | —               | —  | A Why Don't We Christmas |
| "Something Different"                           | 2017 | 22              | 33              | —               | —               | —               | —               | —               | —               | —  | Something Different      |
| "Tell Me"                                       | 2017 | —               | —               | —               | —               | —               | —               | —               | —               | —  | Something Different      |
| "Made For"                                      | 2017 | —               | —               | —               | —               | —               | —               | —               | —               | —  | Something Different      |
| "Why Don't We Just"                             | 2017 | —               | —               | —               | —               | —               | —               | —               | —               | —  | Why Don't We Just        |
| "These Girls"                                   | 2017 | 4               | —               | —               | 82              | —               | —               | —               | —               | —  | 8 Letters                |
| "Trust Fund Baby"                               | 2018 | 20              | 30              | —               | —               | —               | —               | —               | —               | —  | 8 Letters                |
| "Hooked"                                        | 2018 | 22              | —               | —               | —               | —               | 8               | —               | —               | —  | 8 Letters                |
| "Talk"                                          | 2018 | 18              | —               | —               | —               | —               | —               | —               | —               | —  | 8 Letters                |
| "8 Letters"                                     | 2018 | 14              | 24              | —               | —               | 5               | —               | 3               | —               | —  | 8 Letters                |
| "Big Plans"                                     | 2019 | —               | —               | —               | —               | 19              | —               | 15              | —               |    | Chưa thông báo           |
| "Cold in LA"                                    | 2019 | —               | —               | —               | —               | —               | —               | —               | —               |    | Chưa thông báo           |
| "I Don't Belong in This Club" (with Macklemore) | 2019 | —               | —               | 80              | —               | —               | 25              | —               | 87              |    | Chưa thông báo           |
| "Unbelievable"                                  | 2019 | —               | —               | —               | —               | —               | —               | —               | —               |    | Chưa thông báo           |
| "Come to Brazil"                                | 2019 | —               | —               | —               | —               | —               | —               | —               | —               |    | Chưa thông báo           |
| "I Still Do"                                    | 2019 | —               | —               | —               | —               | —               | —               | —               | —               |    | Chưa thông báo           |
| "What Am I"                                     | 2019 | 20              | 22              | —               | —               | —               | —               | 20              | —               |    | Chưa thông báo           |
| "Mad At You"                                    | 2019 | —               | —               | —               | —               | —               | —               | —               | —               |    | Chưa thông báo           |
| "With You This Christmas"                       | 2019 | —               | —               | —               | —               | —               | —               | —               | —               |    | Chưa thông báo           |
| "Chills"                                        | 2019 | —               | —               | —               | —               | —               | —               | —               | —               |    | Chưa thông báo           |

### Đĩa đơn hoà giọng
| Title                                                  | Năm  | Vị trí cao nhất | Vị trí cao nhất | Album                     |
| Title                                                  | Năm  | US Bub.         | AUS             | Album                     |
| ------------------------------------------------------ | ---- | --------------- | --------------- | ------------------------- |
| "Help Me Help You" (Logan Paul featuring Why Don't We) | 2017 | 5               | 90              | Đĩa đơn không thuộc album |

### Đĩa đơn quảng bá
| Tên                                                         | Năm  | Album                     |
| ----------------------------------------------------------- | ---- | ------------------------- |
| "The Fall of Jake Paul" (Logan Paul featuring Why Don't We) | 2017 | Đĩa đơn không thuộc album |
| "Feliz Navidad"                                             | 2018 | Đĩa đơn không thuộc album |
| "Don't Change"                                              | 2019 | UglyDolls                 |

### Video âm nhạc
| Bài hát                                        | Năm  | Nghệ sĩ khác                   | Đạo diễn                       |
| ---------------------------------------------- | ---- | ------------------------------ | ------------------------------ |
| "Taking You"                                   | 2016 |                                | Steven Taylor                  |
| "You and Me At Christmas"                      | 2016 |                                |                                |
| "Just To See You Smile"                        | 2016 |                                |                                |
| "Free"                                         | 2017 | Mike Lerner                    |                                |
| "Nobody Gotta Know"                            | 2017 | Logan Paul                     |                                |
| "Something Different"                          | 2017 | Sebastian A. Guerra            |                                |
| "These Girls"                                  | 2017 | Eli Sokhn & Logan Paul         |                                |
| "Invitation"                                   | 2017 | Eli Sokhn                      |                                |
| "Kiss You This Christmas"                      | 2017 |                                |                                |
| "Trust Fund Baby"                              | 2018 | Jason Koenig                   |                                |
| "Hooked"                                       | 2018 | Eli Sokhn                      |                                |
| "Talk"                                         | 2018 | Eli Sokhn                      |                                |
| "8 Letters"                                    | 2018 | Eli Sokhn                      |                                |
| "8 Letters" Acoustic                           | 2018 |                                |                                |
| "Big Plans"                                    | 2019 | Henry Lipatov                  |                                |
| "Cold in LA"                                   | 2019 | David Loeffler & Henry Lipatov |                                |
| "I Don't Belong in This Club" (with Mackemore) | 2019 | Macklemore                     | Jason Koenig                   |
| "Don't Change"                                 | 2019 |                                | David Loeffler & Henry Lipatov |
| "Unbelievable"                                 | 2019 |                                | David Loeffler & Henry Lipatov |
| "What Am I"                                    | 2019 |                                |                                |
| "Chills"                                       | 2020 | Evan Hara                      |                                |

## Giải thưởng và đề cử

### iHeartRadio MMVAs
| Năm  | Đề cử / Tác phẩm | Giải thưởng         | Kết quả | Ref.   |
| ---- | ---------------- | ------------------- | ------- | ------ |
| 2018 | Themselves       | Fan Fave New Artist | Đề cử   | [ 49 ] |

### BreakTudo Awards
| Năm  | Đề cử / Tác phẩm | Giải thưởng              | Kết quả   | Ref.   |
| ---- | ---------------- | ------------------------ | --------- | ------ |
| 2018 | Themselves       | International New Artist | Đoạt giải | [ 50 ] |
| 2019 | Themselves       | Artist On The Rise       | Đề cử     | [ 51 ] |

### iHeartRadio Music Awards
| Năm  | Đề cử / Tác phẩm | Giải thưởng                | Kết quả   | Ref.   |
| ---- | ---------------- | -------------------------- | --------- | ------ |
| 2018 | Themselves       | Best Boy Band              | Đề cử     | [ 52 ] |
| 2019 | Limelights       | Best Fan Army              | Đề cử     | [ 53 ] |
| 2019 | Zack Caspary     | Favorite Tour Photographer | Đề cử     | [ 53 ] |
| 2020 | Limelights       | Best Fan Army              | Đề cử     | [ 54 ] |
| 2020 | Zack Caspary     | Favorite Tour Photographer | Đoạt giải | [ 54 ] |

### MTV Europe Music Awards
| Năm  | Đề cử / Tác phẩm | Giải thưởng | Kết quả | Ref.   |
| ---- | ---------------- | ----------- | ------- | ------ |
| 2018 | Themselves       | Best Push   | Đề cử   | [ 55 ] |

### MTV Video Music Awards
| Năm  | Đề cử / Tác phẩm | Giải thưởng             | Kết quả | Ref.   |
| ---- | ---------------- | ----------------------- | ------- | ------ |
| 2018 | Themselves       | Push Artist of the Year | Đề cử   | [ 56 ] |
| 2019 | Themselves       | Best Group              | Đề cử   | [ 57 ] |

### Nickelodeon Kids' Choice Awards
| Năm  | Đề cử / Tác phẩm | Giải thưởng                      | Kết quả | Ref.   |
| ---- | ---------------- | -------------------------------- | ------- | ------ |
| 2018 | Themselves       | Favorite Musical YouTube Creator | Đề cử   | [ 58 ] |
| 2019 | Themselves       | Favorite Social Music Star       | Đề cử   | [ 59 ] |

### Radio Disney Music Awards
| Năm  | Đề cử / Tác phẩm | Giải thưởng              | Kết quả | Ref.   |
| ---- | ---------------- | ------------------------ | ------- | ------ |
| 2018 | Themselves       | Best New Artist          | Đề cử   | [ 60 ] |
| 2018 | "These Girls"    | Best Song to Lip Sync to | Đề cử   | [ 60 ] |

### Teen Choice Awards
| Năm  | Đề cử / Tác phẩm  | Giải thưởng         | Kết quả   | Ref.   |
| ---- | ----------------- | ------------------- | --------- | ------ |
| 2018 | Themselves        | Choice Music Group  | Đề cử     | [ 61 ] |
| 2018 | "Trust Fund Baby" | Choice Song: Group  | Đề cử     | [ 61 ] |
| 2019 | Themselves        | Choice Music Group  | Đoạt giải | [ 62 ] |
| 2019 | Themselves        | Choice Summer Group | Đề cử     | [ 62 ] |
| 2019 | "8 Letters"       | Choice Song: Group  | Đề cử     | [ 62 ] |